# Michel Lourdel
Michel Lourdel fue un escultor francés activo en Normandía, nacido el año 1577 y fallecido el 1676.

## Obras
- Retablo y tabernáculo de la iglesia de Notre-Dame en Bacqueville,  proveninete de la capilla de los Célestins en Rouen.
- Se le atribuye la estatua de San Sebastián en la Iglesia de San Martín de Saint-Martin-du-Tilleul.[1]